# Euphoria (cântec de Loreen)
Euphoria (ro: Euforie) este un cântec interpretat de cântăreața suedeză Loreen și compus de Thomas G:son și Peter Boström. Acesta a reprezentat Suedia la Concursul Muzical Eurovision 2012 din Baku, Azerbaidjan. S-a calificat de pe primul loc în a doua semifinală din 24 mai și a câștigat concursul în finala din 26 mai. A fost a cincea oară când Suedia a câștigat concursul, prima dată fiind în anul 1974, reprezentată de ABBA cu melodia Waterloo.

## Versiuni
- CD single

1. "Euphoria" (Versiune single) – 3:00
2. "Euphoria" (Remix Carli) – 5:44
3. "Euphoria" (Remix Alex Moreno) – 6:39
4. "Euphoria" (Remix Carli Dub) – 5:44
5. "Euphoria" (Remix Alex Moreno - versiune radio) – 3:23
6. "Euphoria" (Remix Carli - versiune radio) – 3:50
7. "Euphoria" (Versiune instrumentală) – 3:00

- Descărcare digitală

1. "Euphoria" (Versiune single) – 3:01
2. "Euphoria" (Versiune Karaoke) – 3:01
3. "Euphoria" (Instrumental) – 2:59

- Digital EP – Remix-uri

1. "Euphoria" (Remix Carli) – 5:43
2. "Euphoria" (Remix Alex Moreno) – 6:39
3. "Euphoria" (Remix Alex Moreno - versiune radio) – 3:24
4. "Euphoria" (Versiune single) – 3:01

## Clasamente și premii

### Clasamente săptămânale
| Clasament         | Poziția maximă |
| ----------------- | -------------- |
| Australia         | 4              |
| Austria           | 1              |
| Belgia (Flandra)  | 1              |
| Belgia (Valonia)  | 14             |
| Danemarca         | 1              |
| Elveția           | 1              |
| Estonia           | 1              |
| Finlanda          | 1              |
| Franța            | 26             |
| Germania          | 1              |
| Grecia            | 1              |
| Irlanda           | 1              |
| Islanda           | 1              |
| Luxemburg         | 1              |
| Italia            | 25             |
| Norvegia          | 1              |
| Regatul Unit      | 2              |
| Republica Cehă    | 22             |
| Republica Moldova | 3              |
| România           | 4              |
| Rusia             | 2              |
| Slovacia          | 14             |
| Spania            | 3              |
| Suedia            | 1              |
| Țările de Jos     | 2              |
| Ucraina           | 13             |
| Ungaria           | 7              |

### Premii
| Regiune   | Premiu             | Vânzări |
| --------- | ------------------ | ------- |
| Danemarca | Disc de aur        | 015 000 |
| Suedia    | 5x Disc de platină | 100 000 |